# Festa de São Jorge em Quintino Bocaiúva
Todos os anos no dia 23 de abril, a Paróquia de São Jorge, no bairro carioca de Quintino Bocaiúva, torna-se o epicentro das celebrações a Jorge da Capadócia na cidade do Rio de Janeiro. Embora não seja o padroeiro da cidade ou do estado, o santo guerreiro é especialmente venerado pelos fluminenses, o que rendeu a decretação do feriado no dia dedicado a ele em todo o Rio de Janeiro.
As comemorações ao santo na Paróquia de São Jorge iniciam-se sempre uma semana antes do data alusiva a ele. Durante esses dias, centenas de milhares de fiéis acorrem à igreja para participar das missas, oferecer suas orações particulares e praticar outros atos de devoção, como acender velas. É habito de que os devotos durante a visita ao santuário vistam-se de vermelho, a cor do manto do santo e que alude também a seu martírio. A festa encontra sua culminação no dia 23 de abril, com intensa programação religiosa. 
Logo pela madrugada, após vigília e adoração ao Santíssimo Sacramento, uma multidão de fiéis aguardam pelo alvorecer, ocasião em que se realiza grande queima de fogos nas imediações da Matriz, além do toque dos sinos e da projeção de luzes na fachada da Igreja. O dia prossegue com missas a cada hora, chegando a seu ápice no fim da tarde, com a procissão solene de São Jorge, que reúne centenas de milhares de devotos.
A celebração, cuja primeira edição celebrou-se no ano de 1945, reuniu mais de 1,5 milhão de pessoas em 2023.